# 羅爾斯冰川
羅爾斯冰川（英語：Rowles Glacier），是南極洲的冰川，位於維多利亞地的彭內爾海岸，全長37公里，流經阿德默勒爾蒂山脈，最終注入丹尼斯托恩冰川，全長6公里，美國地質調查局根據測量和該國海軍的空中照片繪入地圖，現時由南極條約體系管理。